# 109 Prince Street
Le 109 Prince Street est un bâtiment situé dans le quartier de SoHo, à New York.

## Histoire
Conçu dans le style de la Renaissance française par l'architecte J. Morgan Slade, il a été construit en 1882-1883. La façade, de structure métallique, a été réalisée par Cheney & Hewlett. Restauré en 1993, le bâtiment a obtenu un Landmark Certificate of Merit de la New York City Landmarks Preservation Commission.